# Christian Slater
Christian Michael Leonard Slater (18 de agosto de 1969) es un actor estadounidense. Hizo su debut cinematográfico con un papel protagónico en The Legend of Billie Jean (1985) y ganó mayor reconocimiento por su papel revelación como Jason "J.D." Dean, un estudiante de secundaria sociópata, en la sátira Heathers (1989). Recibió elogios de la crítica por interpretar el papel principal en la serie de televisión de USA Network Mr. Robot (2015–2019): este trabajo le valió el Globo de Oro al Mejor Actor de Reparto en Serie, Miniserie o Película para Televisión en 2016, además de nominaciones adicionales en 2017 y 2018. Por su papel como Mulgarath en la serie de fantasía The Spiderwick Chronicles (2024), Slater recibió el Emmy Infantil y Familiar al Mejor Intérprete Principal.
En la década de 1990, Slater protagonizó varias películas de gran presupuesto, incluyendo Young Guns II (1990), Robin Hood: Prince of Thieves (1991), Entrevista con el vampiro (1994), Broken Arrow (1996) y Hard Rain (1998), así como películas de culto como Gleaming the Cube (1989), La revolución de los alzados (1990) y True Romance (1993). También ha tenido papeles en otras películas destacadas, incluyendo El nombre de la rosa (1986), Tucker: The Man and His Dream (1988), Windtalkers (2002), Alone in the Dark (2005), Bobby (2006), He Was a Quiet Man (2007), Nymphomaniac (2013), La buena esposa (2017), We Can Be Heroes (2020) y Blink Twice (2024).
Además de sus papeles en producciones de acción real, Slater ha desarrollado una extensa carrera como actor de voz, con interpretaciones que incluyen a Pips en FernGully: The Last Rainforest (1992), Slater en Archer (2014–2023), Ushari en The Lion Guard (2016–2019), Rand Ridley en Inside Job (2021–2022), y Floyd Lawton / Deadshot en el Universo de Películas Animadas de DC.

## Biografía
Es hijo de Michael Hawkins (NM Thomas Knight Slater), un actor también conocido como Michael Gainsborough, y Mary Jo Slater (NM Lawton), agente de interpretación convertida en ejecutiva y productora. Slater tiene un medio hermano materno: Ryan Slater, que también es un actor. A pesar de interpretar al hermano menor de su personaje en la película The Legend of Billie Jean, no está emparentado con la actriz Helen Slater. Asistió a la Dalton School, la Professional Children's School y la Fiorello H. LaGuardia High School. Slater es zurdo.

## Trayectoria profesional
Comenzó a trabajar en Broadway (The Music Man) y participó en distintas obras, entrenamiento que le preparó tanto para el drama como para la comedia. Su debut en cine fue en The Legend of Billie Jean (1985). Pero su reconocimiento llegó con su siguiente filme: El nombre de la rosa (1986). A partir de este momento, se le abrieron las puertas y fue protagonista de una serie de películas entre las cuales se destacan por la realización, la banda sonora, como Beastie Boys, y por la actuación del propio Slater, Heathers, traducido en España y Argentina como Escuela de jóvenes asesinos, Pump Up the Volume, traducido como Rebelión en las ondas en España, y como Suban el volumen en Sudamérica. En 2004 participó en la película Mindhunters, en la que realizó una escena de desnudo donde mostró sus glúteos. Sus grandes éxitos son Amor a quemarropa, de Tony Scott, y Entrevista con el vampiro, de Neil Jordan.

## Vida privada
Christian Slater está divorciado de Ryan Hadon, una conocida productora de TV. El motivo del divorcio, según alegó el actor en el juicio, fueron divergencias sin solución. Con ella tiene un hijo y una hija por los que ha pedido la custodia compartida al tribunal, cuya resolución aún está pendiente. 
Ha tenido problemas con la ley por alcoholismo, drogas y violencia, por lo que su carrera profesional se ha visto afectada. Por esta divergencia con la ley pasó algunos meses en la cárcel. Para reconducir su carrera, ha empezado como productor de filmes con películas como Hard Rain (1997), dirigida por Mikael Salomón, o Very Bad Things (1998), de Peter Berg, una comedia de humor negro.
En 1994, fue arrestado por llevar un arma en un avión. En 1997 fue arrestado por atacar a su novia y a un agente de policía cuando estaba bajo los efectos de la cocaína durante una fiesta en Los Ángeles. Fue sentenciado a noventa días en prisión al no admitir ni negar su culpabilidad. El 24 de mayo de 2005, el actor fue arrestado por un supuesto abuso sexual después de manosear, presuntamente, el trasero de una mujer mientras estaba borracho. Los cargos fueron retirados posteriormente por falta de pruebas.

## Filmografía

### Cine
| Año  | Título original                                       | Personaje                         | Ref.   |
| ---- | ----------------------------------------------------- | --------------------------------- | ------ |
| 1985 | The Legend of Billie Jean                             | Binx Davy                         |        |
| 1986 | Twisted                                               | Mark Collins                      |        |
| 1986 | Der Name der Rose                                     | Adso of Melk                      |        |
| 1988 | Tucker: The Man and His Dream                         | Preston Tucker Jr.                |        |
| 1989 | Heathers                                              | Jason "J.D." Dean                 |        |
| 1989 | Desperate for Love                                    | Cliff Petrie                      |        |
| 1989 | Beyond the Stars                                      | Eric Michaels                     |        |
| 1989 | The Wizard                                            | Nick Woods                        |        |
| 1989 | Gleaming the Cube                                     | Brian Kelly                       |        |
| 1990 | Tales from the Darkside: The Movie Segment: "Lot 249" | Andy Smith                        |        |
| 1990 | Pump Up the Volume                                    | Mark Hunter                       |        |
| 1990 | Young Guns II                                         | "Arkansas" Dave Rudabaugh         |        |
| 1991 | Robin Hood: Prince of Thieves                         | Will Scarlet                      |        |
| 1991 | Mobsters                                              | Charlie "Lucky" Luciano           |        |
| 1991 | Star Trek VI: The Undiscovered Country                | Excelsior Communications Officer  |        |
| 1992 | Kuffs                                                 | George Kuffs                      |        |
| 1992 | Where the Day Takes You                               | Social Worker                     |        |
| 1992 | FernGully: The Last Rainforest                        | Pips (Voz)                        | [ 7 ]  |
| 1993 | Untamed Heart                                         | Adam                              |        |
| 1993 | True Romance                                          | Clarence Worley                   |        |
| 1994 | Interview with the Vampire                            | Daniel Molloy                     |        |
| 1994 | Jimmy Hollywood                                       | William                           |        |
| 1995 | Murder in the First                                   | James Stamphill                   |        |
| 1996 | Bed of Roses                                          | Lewis Farrell                     |        |
| 1996 | Broken Arrow                                          | Captain Riley Hale                |        |
| 1997 | Austin Powers: International Man of Mystery           | Easily Fooled Security Guard      |        |
| 1997 | Julian Po                                             | Julian Po                         |        |
| 1997 | Basil                                                 | John Mannion                      |        |
| 1998 | Hard Rain                                             | Tom                               |        |
| 1998 | Very Bad Things                                       | Robert Boyd                       |        |
| 2000 | The Contender                                         | Reginald Webster                  |        |
| 2001 | Who Is Cletis Tout?                                   | Trevor Allen Finch                |        |
| 2001 | 3000 Miles to Graceland                               | Hanson                            |        |
| 2001 | Zoolander                                             | Himself                           |        |
| 2002 | Hard Cash                                             | Thomas Taylor                     |        |
| 2002 | Windtalkers                                           | Sgt. Pete "Ox" Henderson          |        |
| 2003 | Masked and Anonymous                                  | Crew Guy #1                       |        |
| 2004 | Churchill: The Hollywood Years                        | Winston Churchill                 |        |
| 2004 | Mindhunters                                           | J.D. Reston                       |        |
| 2004 | The Confessor                                         | Father Daniel Clemens             |        |
| 2004 | Pursued                                               | Vincent Palmer                    |        |
| 2005 | Alone in the Dark                                     | Edward Carnby                     |        |
| 2005 | The Deal                                              | Tom Hanson                        |        |
| 2006 | Bobby                                                 | Daryl Timmons                     |        |
| 2006 | Hollow Man 2                                          | Michael Griffin                   |        |
| 2007 | He Was a Quiet Man                                    | Bob Maconel                       |        |
| 2007 | Slipstream                                            | Ray / Matt Dodds / Patrolman #2   |        |
| 2007 | The Ten Commandments                                  | Moses                             | [ 7 ]  |
| 2008 | Love Lies Bleeding                                    | Pollen                            |        |
| 2008 | Igor                                                  | Doctor Schadenfreude's Igor (Voz) | [ 7 ]  |
| 2009 | Dolan's Cadillac                                      | Jimmy Dolan                       |        |
| 2009 | Lies & Illusions                                      | Wes Wilson                        |        |
| 2010 | Quantum Quest: A Cassini Space Odyssey                | Jammer                            |        |
| 2011 | Sacrifice                                             | Father Porter                     |        |
| 2011 | The River Murders                                     | Agent Vuckovitch                  |        |
| 2011 | Guns, Girls and Gambling                              | John Smith / Lee                  |        |
| 2011 | Without Men                                           | Gordon Smith                      |        |
| 2012 | Playback                                              | Frank Lyons                       |        |
| 2012 | Soldiers of Fortune                                   | Craig Mackenzie                   |        |
| 2012 | El Gringo                                             | Lieutenant West                   |        |
| 2012 | Freaky Deaky                                          | Skip Gibbs                        |        |
| 2012 | Dawn Rider                                            | "Cincinnati" John Mason           |        |
| 2012 | Rites of Passage                                      | Delgado                           |        |
| 2012 | Hatfields and McCoys: Bad Blood                       | Governor Bramlette                |        |
| 2012 | Back to the Sea                                       | Jack (Voz)                        | [ 7 ]  |
| 2012 | Assassin's Bullet                                     | Robert Diggs                      |        |
| 2013 | Bullet to the Head                                    | Marcus Baptiste                   |        |
| 2013 | The Power of Few                                      | Clyde                             |        |
| 2013 | Stranded                                              | Col. Gerard Brauchman             |        |
| 2013 | Assassins Run                                         | Michael Mason                     |        |
| 2013 | Nymphomaniac                                          | Joe's father                      |        |
| 2014 | Ask Me Anything                                       | Paul Spooner                      |        |
| 2014 | Way of the Wicked                                     | Henry                             |        |
| 2015 | Hot Tub Time Machine 2                                | Brett McShaussey                  |        |
| 2015 | The Adderall Diaries                                  | Hans Reiser                       |        |
| 2016 | King Cobra                                            | Stephen Kocis                     |        |
| 2017 | The Summit                                            | Dereck McKinley                   |        |
| 2017 | Mune: Guardian of the Moon                            | Leeyoon (Voz)                     | [ 7 ]  |
| 2017 | The Wife                                              | Nathanial Bone                    |        |
| 2018 | The Public                                            | Josh Davis                        |        |
| 2018 | Suicide Squad: Hell to Pay                            | Floyd Lawton / Deadshot (Voz)     | [ 7 ]  |
| 2020 | We Can Be Heroes                                      | Tech-No                           |        |
| 2023 | Chupa                                                 | Richard Quinn                     | [ 8 ]  |
| 2023 | Freelance                                             | Sebastian Earle                   | [ 9 ]  |
| 2024 | Unfrosted                                             | Mike Diamond                      |        |
| 2024 | Blink Twice                                           | Vic                               |        |
| 2025 | If I Had Legs I'd Kick You                            | Charlie (Voz)                     |        |
| 2026 | How to Rob a Bank                                     |                                   | [ 10 ] |

### Televisión
| Año           | Título                           | Rol                                 | Notas                                                                        |
| ------------- | -------------------------------- | ----------------------------------- | ---------------------------------------------------------------------------- |
| 1977          | One Life to Live                 | Boy in doctor's office              | 1 episodio                                                                   |
| 1981          | Standing Room Only               | Billy                               | Episodio: «Sherlock Holmes»                                                  |
| 1984          | Tales From The Darkside          | Jody Tolliver                       | Episodio: «A Case of the Stubborns»                                          |
| 1985          | Ryan's Hope                      | D. J. LaSalle                       | 6 episodios                                                                  |
| 1986          | Crime Story                      | Adolescente                         | Episodio: «Old Friends, Dead Ends»                                           |
| 1986          | The Equalizer                    | Michael Winslow                     | Episodio: «Joy Ride»                                                         |
| 1988          | L.A. Law                         | Andy Prescott                       | Episodio: «Fetus Completus»                                                  |
| 1991-1993     | Saturday Night Live              | Él mismo (presentador)              | 2 episodios                                                                  |
| 1993          | 1993 MTV Video Music Awards      | Él mismo (presentador)              | Especial de televisión                                                       |
| 2002          | Alias                            | Neil Caplan                         | 2 episodios                                                                  |
| 2002          | The West Wing                    | Lt. Cmdr. Jack Reese                | 3 episodios                                                                  |
| 2003          | Dinosaur Planet                  | Narrador                            | 4 episodios                                                                  |
| 2003-2005     | Las Aventuras de Jimmy Neutron   | Jet Fusion (voz)                    | 2 episodios                                                                  |
| 2005-2012     | Robot Chicken                    | Varias voces                        | 6 episodios                                                                  |
| 2006          | My Name is Earl                  | Woody                               | Episodio: «Robbed a Stoner Blind»                                            |
| 2008          | My Own Worst Enemy               | Edward Albright/Henry Spivey        | 9 episodios                                                                  |
| 2009          | Sin identificar                  | Alex Donovan                        | 17 episodios                                                                 |
| 2009          | Curb Your Enthusiasm             | Él mismo                            | Episodio: «The Hot Towel»                                                    |
| 2010          | The Office                       | Él mismo                            | Episodio: «Sabre»                                                            |
| 2011-2012     | Breaking In                      | Oz                                  | 20 episodios                                                                 |
| 2011          | Entourage                        | Él mismo                            | Episodio: «Out with a Bang»                                                  |
| 2012          | Phineas and Ferb                 | Paul (voz)                          | Episodio: «Delivery of Destiny»                                              |
| 2013          | Out There                        | Johnny Slade (voz)                  | Episodio: «Springoween»                                                      |
| 2014          | Mind Games                       | Clark Edwards                       | 10 episodios                                                                 |
| 2014          | Stan Lee's Mighty 7              | Lazer Lord (voz)p                   | Piloto                                                                       |
| 2014-2016     | Archer                           | Slater (voz)                        | 10 episodios                                                                 |
| 2015          | Two and a Half Men               | Él mismo                            | Episodio: «Of Course He's Dead: Part 2»                                      |
| 2015-2019     | Mr. Robot                        | Mr. Robot/Edward Alderson           | 21 episodios, además productor                                               |
| 2015          | Jake and the Never Land Pirates  | The Grim Buccaneer (voz)            | Episodio: «Mystery of the Mighty Colossus»                                   |
| 2016          | The Lion Guard                   | Ushari (voz)                        | 5 episodios                                                                  |
| 2016-2017     | Milo Murphy's Law                | Elliot Decker (voz)                 | 4 episodios                                                                  |
| 2016-2017     | Live with Kelly                  | Él mismo                            | Presentador invitado, 13 episodios                                           |
| 2017          | Jeff & Some Aliens               | Varias voces                        | 2 episodios                                                                  |
| 2017          | Rick and Morty                   | Vance Maximus, Renegade Starsoldier | Episodio: «Vindicadores 3: El Regreso de Worldender»                         |
| 2018          | Explained                        | Narrador (voz)                      | Episodio: «Cryptocurrency»                                                   |
| 2020          | Dirty John                       | Dan Broderick                       | 8 episodios                                                                  |
| 2020          | Scooby-Doo and Guess Who?        | Christian Slater                    | Voz; Episode: "The High School Wolfman's Musical Lament!"                    |
| 2021          | Dr. Death                        | Randall Kirby                       | Serie                                                                        |
| 2021          | Lego Star Wars: Terrifying Tales | Ren                                 | Voz; Corto de televisión                                                     |
| 2022          | The Boys Presents: Diabolical    | The Narrator: Paul                  | Voz; Episodio: "An Animated Short Where Pissed-Off Supes Kill Their Parents" |
| 2022          | Willow                           | Allagash                            | Episodio: "Prisoners of Skellin"                                             |
| 2022          | Fleishman Is in Trouble          | Archer Sylvan                       | 2 episodios                                                                  |
| 2024          | The Spiderwick Chronicles        | Dr. Dorian Brauer / Mulgarath       | 8 episodios                                                                  |
| 2024–presente | Dexter: Original Sin             | Harry Morgan                        | Rol principal                                                                |